# 1976 في الكويت

فيما يلي قائمة بأهم الأحداث التي وقعت في دولة الكويت عام 1976:

## المناصب
- أمير الدولة : صباح السالم الصباح
- رئيس الوزراء: جابر الأحمد الصباح

## مواليد
- نهير الشمري - لاعب كرة قدم.
- مشاري العفاسي - منشد.
- ثامر السويط - عضو مجلس الأمة.
- عمار تقي - إعلامي.